# Libabőr 2. – Hullajó Halloween
A Libabőr 2. – Hullajó Halloween (eredeti cím: Goosebumps 2: Haunted Halloween) 2018-ban bemutatott amerikai horrorfilm-vígjáték, melyet Ari Sandel rendezett, a Libabőr (2015) folytatásaként. A főbb szerepekben Wendi McLendon-Covey, Madison Iseman, Jeremy Ray Taylor, Caleel Harris, Chris Parnell és Ken Jeong látható.
Az Amerikai Egyesült Államokban 2018. október 12-én, Magyarországon 2018. október 25-én mutatták be a mozikban.

## Cselekmény
Sarah Quinn édesanyjával, Kathyvel és stréber bátyjával, Sonnyval él a New York-i Wardenclyffe-ben, Nikola Tesla otthonában. Sarah nagyon szeretne bejutni a Columbia Egyetemre, de a jelentkezéshez szükséges esszé írása miatt írói válságban szenved.
Sonny eközben a kísérletező osztály számára egy projekten dolgozik: Tesla Wardenclyffe-tornyának másolatán, amely szintén a városban található. Kathy beleegyezik, hogy három napig vigyázzon Sonny legjobb barátjára, Samre, amíg az apja üzleti úton van.
Samet és Sonnyt az iskolában Cooper banda zaklatja és piszkálja. Iskola után megpróbálnak pénzt keresni a lomtalanítási vállalkozásukkal. A munkájuk egy elhagyatott házhoz vezet. Amikor Sonny véletlenül kinyit ott egy titkos ajtót, rábukkannak R. L. Stine Ijesztő Halloween című könyvére. Amikor kinyitják, megjelenik előttük Slappy baba. Őt is elviszik, akárcsak a könyvet. A ház előtt Cooper és bandája rajtuk üt, és ellopják a könyvet. A baba segítségével sikerül megszökniük a banda elől.
Miután hazaértek, Slappy felfedi magát előttük, és látszólag megpróbál segíteni nekik. Megcsinálja a házi feladatukat, és segít Sonnynak az iskolai projektjében. Másnap azonban Sarah hátizsákjába kerül, és megfélemlíti a barátját, aki tegnap este a diszkóban megcsalta őt. Ezután szabotálja Sonny iskolai projektjét. Otthon Sarah, Sonny és Sam mindent megtudnak az első rész eseményeiről. Megpróbálnak kapcsolatba lépni R. L. Stine-nal, aki Wardenclyffe-ba tart.
Eközben Slappy a varázserejét arra használja, hogy a helyi drogériában és a városban életre keltse a halloweeni dekorációkat és jelmezeket. A három barát megpróbálja visszaszerezni a könyvet Coopertől. Amikor sikerrel járnak, két dologra döbbennek rá: egyrészt a könyv képes beszippantani a lényeket és ártalmatlanná tenni őket, másrészt Slappy saját családot keres, ha kell, erőszakkal. Sonny és Sarah édesanyja így tökéletes áldozattá válik. A történet befejezetlen. Miközben azonban mindhárman megpróbálnak mindent visszacsinálni, a könyvet ellopják tőlük.
Slappy elrabolja Sonny és Sarah anyját, és bábut csinál belőle. Tanáruk, Mr. Chu, egy fanatikus Stine-rajongó segítségével hármuknak sikerül a szörnyek tömegén keresztül eljutniuk Slappy főhadiszállására, amelyet a toronyban rendezett be. Slappy el akarja pusztítani a könyvet, de a három barátnak egyesített erővel sikerül legyőznie őt. Sarah képes az összes szörnyet megörökíteni a könyvvel.
R. L. Stine is eléri a tornyot, de elkésik. Már nincs mit tennie. Még mindig jó tippet ad Sarah-nak az esszéjéhez, felveszik a Columbiára. Sonny díjat kap a tudományos projektjéért.
A szereplőlista utáni jelenetben Slappy visszatér, és bezárja R.L. Stine-t egy könyvbe.

## Szereplők
| Szerep          | Színész              | Magyar hang         |
| --------------- | -------------------- | ------------------- |
| Sonny Quinn     | Jeremy Ray Taylor    | Nagy Gereben        |
| Sarah Quinn     | Madison Iseman       | Mentes Júlia        |
| Sam Carter      | Caleel Harris        | Tóth Márk           |
| Kathy Quinn     | Wendi McLendon-Covey | Bertalan Ágnes      |
| Walter          | Chris Parnell        | Hannus Zoltán       |
| Mr. Chu         | Ken Jeong            | Takátsy Péter       |
| R. L. Stine     | Jack Black           | Kálloy Molnár Péter |
| Pepi            | Mick Wingert (hang)  | Kálloy Molnár Péter |
| Tyler Mitchell  | Bryce Cass           | Rada Bálint         |
| Mentős          | Brick Jackson        | Kapácsy Miklós      |
| Életre kelt tök | TBA                  | Kapácsy Miklós      |

## Fordítás
- Ez a szócikk részben vagy egészben  a   Gänsehaut 2 – Gruseliges Halloween című német Wikipédia-szócikk fordításán alapul.  Az eredeti cikk szerkesztőit annak laptörténete sorolja fel. Ez a jelzés csupán a megfogalmazás eredetét és a szerzői jogokat jelzi, nem szolgál a cikkben szereplő információk forrásmegjelöléseként.